# 加島祥造
加島 祥造（かじま しょうぞう、1923年1月12日 - 2015年12月25日）は、日本の詩人、アメリカ文学研究者、翻訳家、随筆家、タオイスト、墨彩画家。

## 人物
詩作のみならず、アメリカ文学の翻訳にて名声を得た後、壮年期より漢詩を経て老荘思想に大きな影響を受け、文筆のみならず絵画なども含めた幅広い創作活動や執筆活動を通して、90代で没するまで、西洋と東洋の双方を見渡す位置から、私生活でも徹底したタオイストとしての一貫した姿勢を生きた。
翻訳者としては、訳書により、一ノ瀬直二、久良岐基一といった別名義を用いて活動しており、死後になり、改めて関係者よりその事実が明かされた。 

## 生涯
東京市神田区にて、大家族の商家の家系に生まれ育つ。東京府立第三商業学校、1946年早稲田大学文学部英文科卒。1954年フルブライト留学生としてカリフォルニア州クレアモント大学大学院修士課程修了。1955年信州大学講師、助教授、1967年横浜国立大学教育学部助教授、教授、1986年青山学院女子短期大学教授。英米文学を教える。
戦後、府立三商時代の同級生、北村太郎、田村隆一らと共に、『荒地』同人に名を連ね、自作の詩編を寄稿する。その後、実兄の小学校時代の同級生である早川書房創業者・早川清、の紹介で知り合った大久保康雄との関わりを経て、英米文学の翻訳の仕事を始め、100点以上を手がける。主なものはウィリアム・フォークナー「八月の光」「サンクチュアリ」、マーク・トウェイン、など。リング・ラードナーやデイモン・ラニアンらユーモア文学の紹介にも力を注ぐ。また、『英語の辞書の話』（1983年）を講談社より出版、英語辞書に関する統合的な研究書として評価された。加島と早川との交友関係は、田村や北村を筆頭に、荒地派の詩人仲間が翻訳家としての早川書房の海外ミステリー小説の紹介を経て、翻訳家としてのキャリアも築くきっかけにもなっている。
50代以降は、横浜市在住だった高木三甫に書を習う。三甫、渡辺録郎や、荒地時代の友人である北村太郎、三好豊一郎、疋田寛吉と「有路会」（メンバーが囲碁好きだったために囲碁を意味する烏鷺と、道がある人々の二つの意味をかけ合わせて名付けられた）をつくり、画作と書の展覧会を開いたのを契機に、数多くの個展を行うようになり、2003年には駒ケ根高原美術館にて企画展を開催した。
1990年より、自分の心の故郷として長野県駒ヶ根市に移住し、伊那谷での一人暮らしを始める。1993年に『老子道徳経』を自由訳（抄版）した『タオ・ヒア・ナウ』（PARCO出版）を出版する。初の現代語自由詩の形で老子の言葉と思想を表した。1994年、新川和江との共著の詩集『潮の庭から』で第3回丸山豊記念現代詩賞受賞。2000年に、筑摩書房で老子81章の完全訳自由詩『タオ - 老子』を出版、ロングセラーとなる。老子の思想を詩によって簡明に表現した画期的な仕事となった。
また伊那谷に移住する前後より、詩作活動と並行し墨彩画の制作にも力を入れるようになり、伊那谷の心象風景や自然を描き、老子の言葉や自らの詩などを画賛に添えた。
私生活では既婚者で妻との間に息子2人がおり、次男の牧史は、東京・銀座のギャラリーバーKajimaを営む傍ら、翻訳家としても活動している。
2015年12月25日、老衰により自宅で死去。92歳没。

## 著作

### 編著書
- 『英語の辞書の話』（講談社） 1976、講談社学術文庫 1985
- 『ジャパングリッシュ 外来語から英語へ』（三天書房） 1981
- 『新・英語の辞書の話 引用句辞典のこと』（講談社） 1983。改題『引用句辞典の話』講談社学術文庫 1990
- 『西洋ユーモア名句講座』（立風書房） 1984
- 『フォークナーの町にて』（みすず書房） 1984。作品紀行
- 『アメリカン・ユーモアの話』（講談社） 1986。改題『アメリカン・ユーモア』（中公文庫）
- 『英語の中の常識 パートリッジ『引用句辞典』から』上・下（大修館書店） 1986-87。改題『ハートで読む英語の名言』上・下（平凡社ライブラリー） 1996
- 『ユーモア名句&ジョーク』（編、講談社） 1986
- 『研究社カタカナ英語辞典』（研究社出版） 1987　ISBN 4-327-46107-5
- 『会話を楽しむ』（岩波新書） 1991
- 『翻訳再入門』（志村正雄共著、南雲堂） 1992
- 『英語名言集』（岩波ジュニア新書） 1993
- 『カタカナ英語の話 英語と日本語をつなぐバイパス』（南雲堂） 1994
- 『わたしが人生について語るなら 未来のおとなへ語る』（ポプラ社） 2010 - 児童向け
- 『わたしが人生について語るなら』（ポプラ社） 2011　ISBN 978-4591122495 - 大人向けだが、内容は児童向け版とほぼ同じ。2013年に新書版。
- 『大の字の話 いちばん楽な姿勢』（飛鳥新社） 2013
- 『アー・ユー・フリー? 自分を自由にする一〇〇の話』（小学館） 2014
- 『「おっぱい」は好きなだけ吸うがいい』（集英社新書） 2014
- 『毎日をいきいきと生きる100のヒント』（小学館文庫） 2017 - 遺著

### 詩集・詩画集・訳詩集
- 『晩晴』（思潮社） 1985
- 『白鳥と鷹と 20世紀英国抒情詩抄』（青山学院女子短期大学学芸懇話会） 1989
- 『放曠』（書肆山田） 1990
- 『潮の庭から 詩集』（新川和江共著、花神社） 1993
- 『倒影集 イギリス現代詩抄』（書肆山田） 1993
- 『対訳 ポー詩集』（エドガー・アラン・ポー、岩波文庫） 1997
- 『イエーツ詩集』（イエーツ、思潮社、海外詩文庫） 1997　新書判
- 『離思』（思潮社） 1998
- 『心よ、ここに来ないか 詩画文集』（日貿出版社） 1998
- 『袁枚 十八世紀中国の詩人』（アーサー・ウェイリー、古田島洋介共訳、平凡社東洋文庫） 1999
- 『寄友』（三好豊一郎と共編著、書肆山田） 2000
- 『加島祥造が詩でよむ漢詩 陶淵明から袁枚まで』（里文出版） 2003
- 『大きな谷の歌 詩画集』（里文出版） 2003
- 『加島祥造詩集』（思潮社、現代詩文庫） 2003　新書判
- 『加島祥造セレクション 1 最後のロマン主義者 イエーツ訳詩集』（港の人） 2007
- 『加島祥造セレクション 2 秋の光』（港の人） 2007
- 『求めない』（小学館） 2007。小学館文庫 2015
- 『LIFE』（PARCO出版） 2007
- 『加島祥造セレクション 3 大鴉 ポー訳詩集』（港の人） 2009
- 『美のエナジー 加島祥造詩画集』（二玄社） 2010
- 『小さき花 画文集』（書：金澤翔子・泰子共著、小学館） 2010
- 『受いれる』（小学館） 2012
- 『ひとり』（淡交社） 2012

### 老子関連
- 『タオ ヒア・ナウ 老子』（PARCO出版） 1993
- 『伊那谷の老子』（淡交社） 1995。朝日文庫　2004
- 『タオ 老子』（筑摩書房） 2000。ちくま文庫 2006
- 『老子と暮らす 知恵と自由のシンプルライフ』（光文社） 2000。光文社知恵の森文庫 2006
- 『いまを生きる 六十歳からの自己発見』（岩波書店） 2001。改題『老子までの道』（朝日文庫） 2007
- 『タオにつながる』（朝日新聞社） 2003。朝日文庫 2006
- 『タオと谷の思索』（海竜社） 2005
- 『肚 老子と私』（日本教文社） 2005。改題『HARA 腹意識への目覚め』（朝日文庫） 2008
- 『エッセンシャルタオ 老子』（講談社） 2005
- 『荘子 ヒア・ナウ』（PARCO出版） 2006
- 『ほっとする老子のことば いのちを養うタオの智慧』（二玄社） 2007
- 『静かさにかえる』（風雲舎） 2007 - 帯津良一との対談
- 『私のタオ 優しさへの道』（筑摩書房） 2009
- 『優しさと柔らかさと 老子のことば』（メディアファクトリー） 2011
- 『禅とタオ』（佼成出版社） 2012 - 板橋興宗との対談
- 『『老子』新訳 名のない領域からの声』（地湧社） 2013
- 『老子と生きる谷の暮らし』（河出書房新社） 2014

## 翻訳
一ノ瀬直二訳・名義分はリンク先を参照。

### 加島祥造名義
- 『現代アメリカ芸術論』（ドナルド・リッチィ、早川書房） 1950
- 『白い塔』（ジェイムス・R・アルマン、最所フミ共訳、新人社） 1950
- 『ネブラスカから来た男』（ラルフ・G・マーティン、最所フミ共訳、早川書房） 1951
- 『現代アメリカ文学主潮』（ドナルド・リチー、英宝社） 1956
- 『この焦土』（ドナルド・リッチ、新潮社） 1957
- 『ペニクロス村殺人事件』（モーリス・プロクター、早川書房） 1958
- 『映画芸術の革命』（ドナルド・リチイ、虫明亜呂無共訳、昭森社） 1958
- 『拳銃売ります』（グレアム・グリーン、早川書房、グレアム・グリーン選集5） 1959、のち「全集」、電子書籍化
- 『恐怖へのはしけ』（エリオット・リード、早川書房） 1959
- 『弓弦城殺人事件』（カーター・ディクスン、早川書房） 1959
- 『ブルクリン家の惨事』（ハワード・コール、新潮文庫） 1960
- 『恐怖のパスポート』（エリオット・リード、早川書房） 1960
- 『アシェンデン』（サマセット・モーム、早川書房、ハヤカワ・ポケット・ミステリ） 1961、新装版 1999、のちグーテンベルク21（電子書籍）
- 『宇宙商人』（フレデリック・ポール、C・M・コンブルース、早川書房） 1961、のちハヤカワ文庫
- 『死のとがめ』（ニコラス・ブレイク、早川書房） 1963
- 『毒入りチョコレート事件』（アンソニイ・バークレイ、新潮文庫） 1963、、のちグーテンベルク21
- 『百ドルの誤解』（ロバート・ゴーヴァー、早川書房） 1966
- 『アイガー直登』（ピーター・ギルマン、ドゥーガル・ハストン、早川書房） 1967
- 『日はまた昇る』（ヘミングウェイ、中央公論社、世界の文学） 1968
- 『歩くには遠すぎる』（ジョン・ハーシー、二見書房） 1968
- 『仔猫と政治家』（ロバート・ゴーヴァー、明光社） 1969
- 『失われた世界 ロスト・ワールド』（アーサー・コナン・ドイル、早川書房、世界SF全集）、1970 / ハヤカワ文庫 1996
- 『スカラムーシュ』（ラファエル・サバチニ、潮文庫） 1971、のち潮文学ライブラリー 2000
- 『アシスタント』（バーナード・マラマッド、新潮文庫） 1972。改題改訳版『店員』（文遊社） 2013
- 『パパ 父ヘミングウエイの肖像』（グレゴリー・ヘミングウェイ、徳間書店） 1976
- 『白い家の少女』（レアード・コーニク、新潮社） 1977
- 『ハックルベリ・フィンの冒険』（マーク・トウェイン、学習研究社、世界文学全集） 1979。架空社 1995。ちくま文庫（上下）2001、電子書籍も刊
- 『どこかで猫が待っている』（デリック・タンギー、新潮社） 1979
- 『寝室に鍵を』（ロイ・ウインザー、光文社、カッパ・ノベルス） 1980
- 『ドクター・フリゴの決断』（エリック・アンブラー、山根貞男共訳、早川書房） 1982
- 『書物憂楽帖 オール・アバウト・ブックス』（ジェラルド・ドナルドソン、TBSブリタニカ） 1983
- 『トム・ソーヤーの冒険』（マーク・トウェイン、第三文明社） 1990
- 『夏の黄昏』（カーソン・マッカラーズ、福武文庫） 1990、のちグーテンベルク21
- 『あそこへ』（マリー・ルイーズ・フィッツパトリック作・絵、フレーベル館） 2012

#### ウィリアム・フォークナー
- 『墓場への闖入者』（ウィリアム・フォークナー、早川書房） 1951
- 『サンクチュアリ』（フォークナー、新潮文庫）初刊1955、改版2002ほか。他に新潮社（新潮世界文学41：フォークナーⅠ） 1971
- 『八月の光』（フォークナー、世界文学全集、新潮社） 1964 / 新潮文庫 1967、改版2000ほか。他に（新潮世界文学42：フォークナーⅡ） 1970
- 『兵士の報酬』 （フォークナー、新潮社：新潮世界文学41）/ 改訳版（文遊社）2013
- 『野生の棕櫚』（フォークナー、世界文学全集5、学研）1978 / 新版（中公文庫）2023、電子書籍も刊
- 『熊 他三篇』（フォークナー、岩波文庫） 2000

#### アガサ・クリスティー
- 『愛国殺人』（アガサ・クリスティー、早川書房） 1955、のちハヤカワ文庫（以下同）、各・電子書籍で再刊
- 『葬儀を終えて』（クリスティー、早川書房） 1956、のち文庫
- 『もの言えぬ証人』（クリスティー、早川書房） 1957、のち文庫
- 『ひらいたトランプ』（クリスティー、早川書房） 1957、のち文庫
- 『死が最後にやってくる』（クリスティー、早川書房） 1958、のち文庫
- 『雲をつかむ死』（クリスティー、早川書房） 1959、のち文庫
- 『ナイルに死す』（クリスティー、早川書房） 1977、のち文庫

#### エド・マクベイン
- 『被害者の顔』（エド・マクベイン、早川書房） 1960、のち文庫 - 各・電子書籍で再刊
- 『死が二人を 87分署シリーズ』（マクベイン、早川書房） 1960、のち文庫
- 『大いなる手がかり』（マクベイン、早川書房） 1960、のち文庫
- 『死にざまを見ろ』（マクベイン、早川書房） 1961、のち文庫
- 『クレアが死んでいる』（マクベイン、早川書房） 1962、のち文庫

#### リング・ラードナー
- 『微笑がいっぱい』（リング・ラードナー、新潮社） 1970、のちグーテンベルク21（電子書籍）
- 『息がつまりそう』（リング・ラードナー、新潮社） 1971、のち同上
- 『ここではお静かに』（リング・ラードナー、新潮社） 1972、のち同上
- 『大都会』（リング・ラードナー、新書館） 1974
- 『アリバイ・アイク ラードナー傑作選』（リング・ラードナー、新潮文庫） 1978。新潮文庫、村上柴田翻訳堂 2016
  - 『ラードナー傑作短篇集』（リング・ラードナー、福武文庫） 1989年 - 抄版
- 『メジャー・リーグのうぬぼれルーキー』（リング・ラードナー、ちくま文庫） 2003、のち同上

#### デイモン・ラニアン
- 『野郎どもと女たち』（デイモン・ラニアン、新書館） 1973、のち『ブロードウェイ物語1』
- 『ブロードウェイの出来事』（デイモン・ラニアン、新書館） 1977、のち『―2』
- 『ロンリー・ハート』（デイモン・ラニアン、新書館） 1983、のち『―3』
- 『ブロードウェイの天使』（デイモン・ラニアン、新潮文庫） 1984、新編版
- 『街の雨の匂い　ブロードウェイ物語4』（デイモン・ラニアン、新書館） 1987

新装版・全4巻、のち各・グーテンベルク21で再刊

### 久良岐基一名義
- 『死は熱いのがお好き』（エドガー・ボックス（ゴア・ヴィダル）、久良岐基一訳、早川書房、世界ミステリシリーズ） 1960
- 『10プラス1』（エド・マクベイン、久良岐基一訳、早川書房、世界ミステリシリーズ） 1963、のち文庫
- 『八千万の眼』（エド・マクベイン、久良岐基一訳、早川書房、世界ミステリシリーズ） 1967、のち文庫
- 『カリブの監視』（エド・マクベイン、久良岐基一訳、早川書房、ハヤカワ・ノヴェルズ） 1967
- 『命果てるまで』（エド・マクベイン、久良岐基一訳、早川書房、ハヤカワ・ミステリ文庫） 1979
- 『拳銃』（エド・マクベイン、久良岐基一訳、早川書房、ハヤカワ・ミステリ文庫） 1980

## 論文
- 加島祥造